# Лабораторний кристалізатор

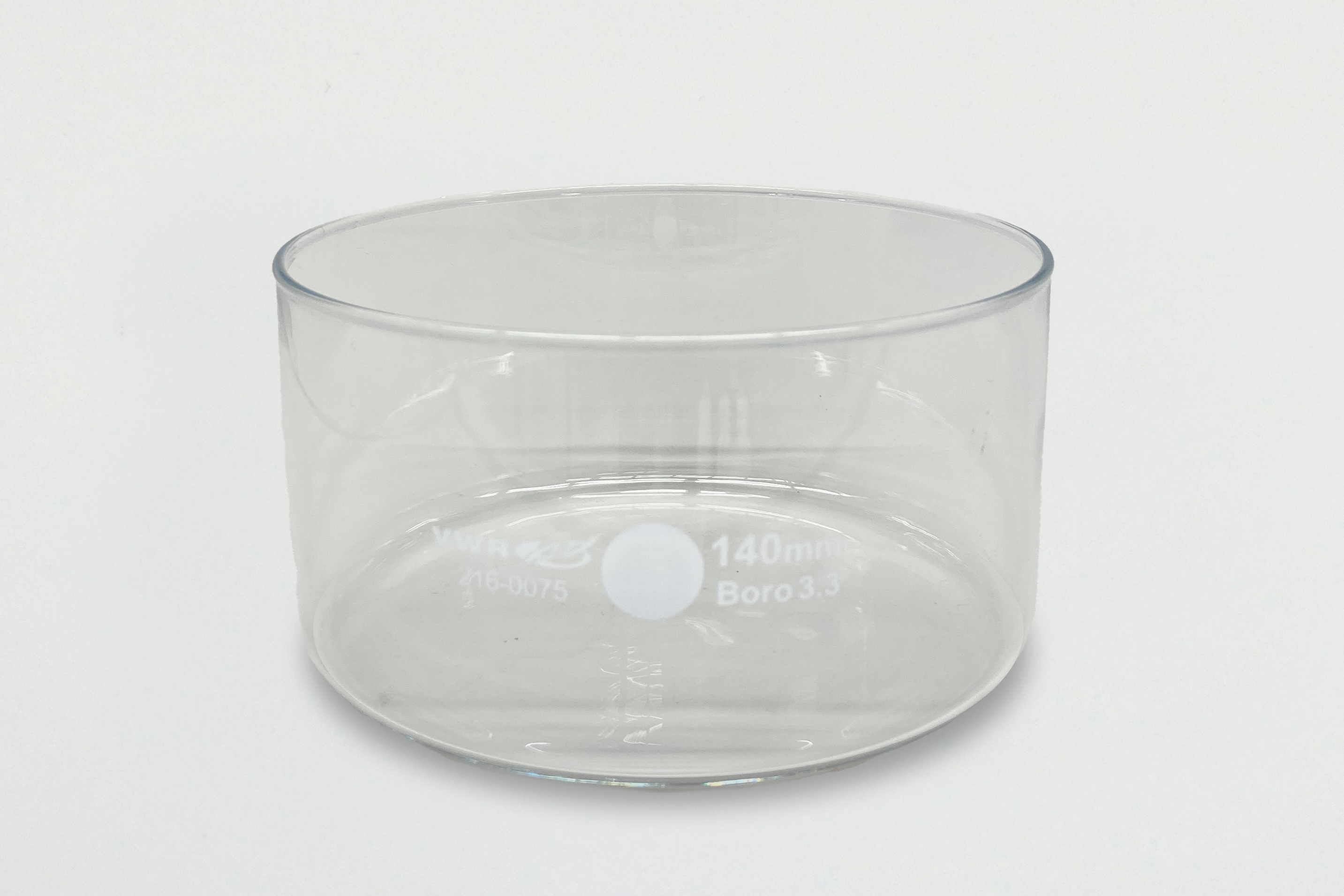
Кристалізатор з боросилікатного скла

Лабораторний кристалізатор або кристалізаційна чаша — лабораторний посуд для кристалізації твердих речовин із розчинів або суспензій шляхом часткового випаровування розчинника або для випаровування розчинів до сухого залишку.  
Кристалізатори схожі на лабораторні склянки, але значно нижчі й зазвичай не мають нанесеної шкали об'єму. Лабораторні кристалізатори виготовляють зі скла (термостійкого або звичайного), порцеляни або ПТФЕ з носиком або без нього. Вони використовуються в хімічних лабораторіях, а також для демонстраційних експериментів у навчальних закладах.  

## Використання у демонстраційних та навчальних експериментах

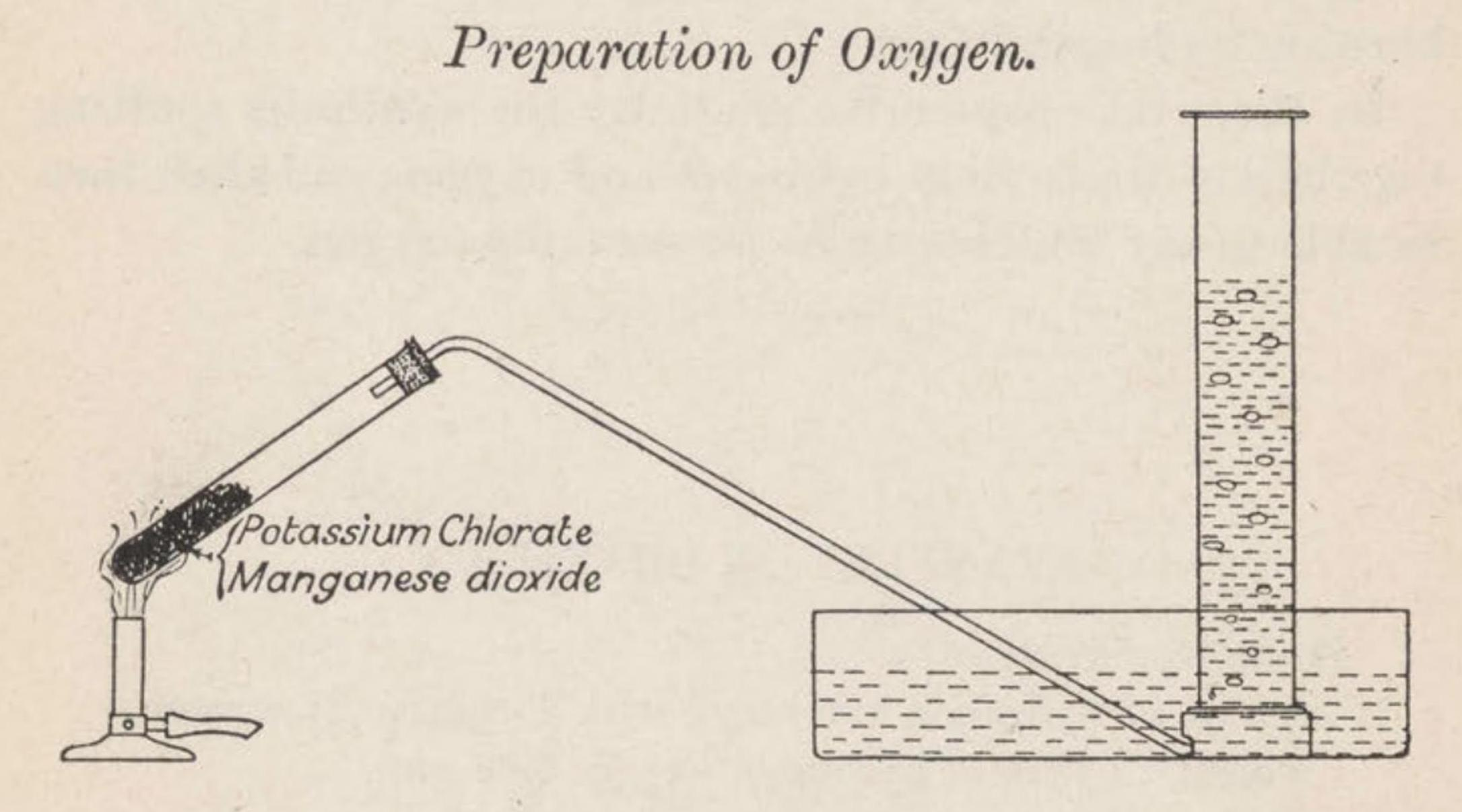
Експериментальна установка з пробіркою, пальником, скляною трубкою, скляним циліндром та кристалізатором для добування та збирання кисню шляхом нагрівання хлорату калію, змішаного з невеликою порцією оксиду марганцю

У загальноосвітніх навчальних закладах кристалізатори часто використовуються у дослідах пов'язаних із збиранням газів, вирощуванням кристалів та взаємодією активних металів з водою.  
Для демонстраційних експериментів з вирощування кристалів насичений розчин мідного купоросу поміщають у кристалізатор, через кілька тижнів у ньому можуть виростити  великі красиві кристали завдяки повільному випаровуванню води. 
Для дослідів зі збирання газів методом витіснення води пробірку або невеликий циліндр, наповнені водою, занурюють у кристалізатор з водою. Газ, що виділяється, подається через трубку у циліндр, витісняючи з нього воду. Таким способом у лабораторних умовах  добувають, зокрема, кисень, який утворюється при нагріванні в присутності каталізаторів оксигеновмісних речовин (наприклад хлорату калію або гідроген пероксиду). 

## Використання у хімічних лабораторіях
У хімічних лабораторіях кристалізатори не використовують безпосередньо як ємності для перекристалізації речовин.  При використанні для перекристалізації кристалізатор зазвичай наповнюють подрібненим льодом і поміщають в нього інший лабораторний посуд (зазвичай лабораторну склянку або колбу), що містить продукт, який кристалізується.
Кристалізатор може мати й інші застосування. Його можна використовувати для охолодження реакційної суміші, для сушки речовин у вакуум-ексикаторах або на повітрі.
Кристалізатори входять до "Типового переліку засобів навчання та обладнання для навчальних кабінетів і STEM-лабораторій" затвердженого Міністерством освіти і науки України наказом  № 574 від 29.04.2020 і до стандартного набору обладнання для проведення лабораторних, практичних, самостійних робіт з біології та хімії.  . 